# Instytut Ivo Andricia
Instytut Ivo Andricia (serb. cyr. Андрићев Институт) – instytut naukowy z siedzibą w Andrićgradzie. Został utworzony 28 czerwca 2013, a jego zasoby pochodzą ze środków budżetowych Republiki Serbskiej i Serbii.
Dyrektorem i założycielem instytutu jest Emir Kusturica. W skład Komitetu Zarządzającego wchodzą również Oleg Ajrapetow, Svetozar Rajak, Miroslav Perišić, Pero Simić, Ivan Obradović. Nazwa instytutu pochodzi od jugosłowiańskiego pisarza i laureata literackiej Nagrody Nobla Ivo Andricia.

## Struktura instytutu
W skład instytutu Andricia obecnie wchodzą:
- Wydział Historii
- Wydział Literatury
- Wydział Osmanistyki
- Wydział Filmu i Mediów
- Wydział języka Serbskiego
- Wydział Nauk Społecznych

W instytucie działa również biblioteka Ivo Andricia funkcjonująca na zasadach biblioteki specjalistycznej zawierającej ponad 8000 wolumenów literatury serbskiej, angielskiej, niemieckiej, włoskiej i w innych językach.
1 grudnia 2014 utworzono Międzynarodowy Komitet Naukowy Wydziału Historii, w ramach którego ukazują się Zeszyty Historyczne.
W ramach Wydziału Filmu i Mediów ukazuje się portal ISKRA.

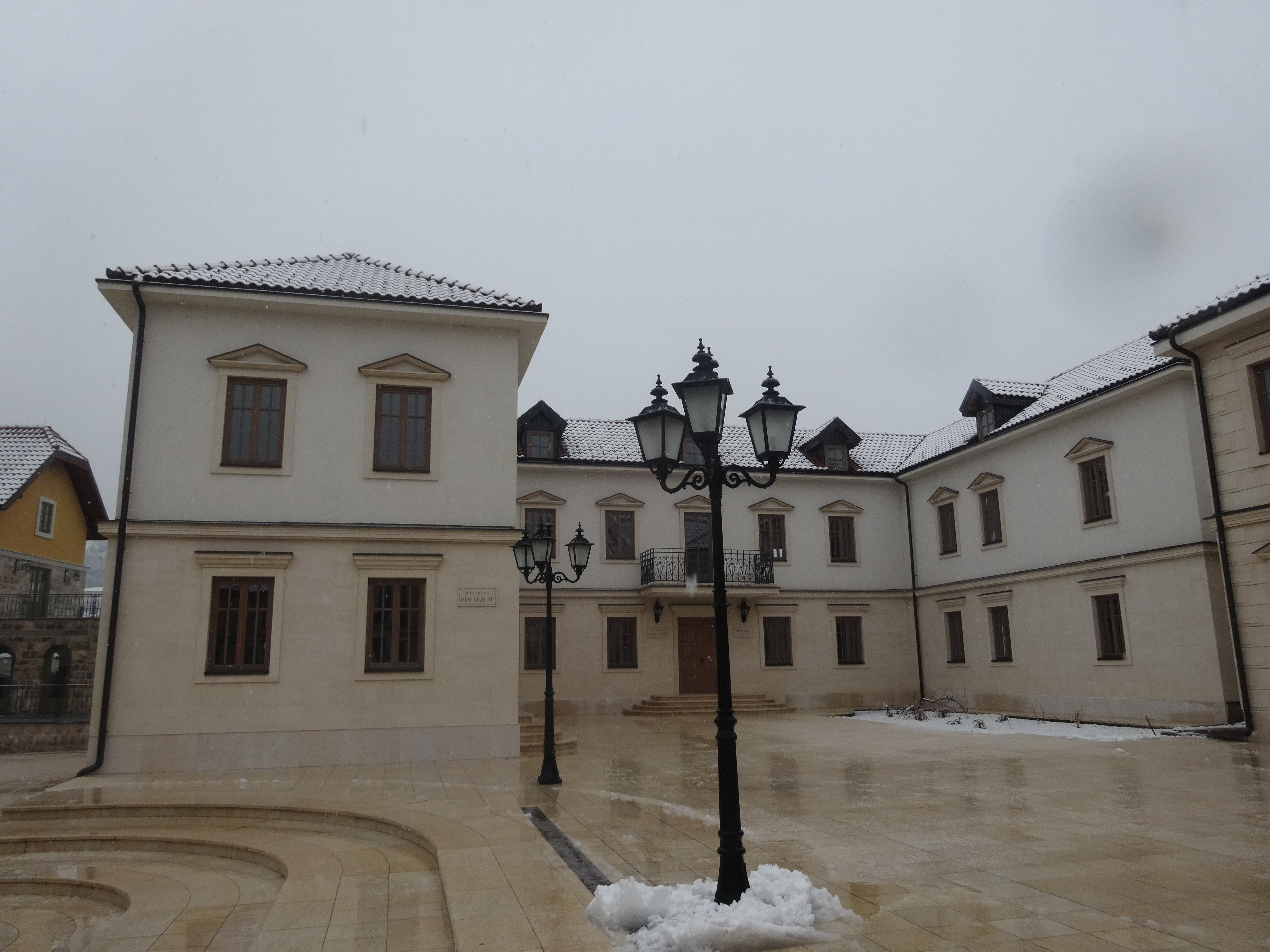
Budynek Instytutu

## Nagroda
Instytut przyznaje nagrodę (Велика награда Иво Андрић) w kategoriach za najlepszy utwór oraz za całokształt twórczości literackiej. Laureatami nagrody zostali dotychczas:
| Nagroda za najlepszą książkę      | Nagroda za najlepszą książkę | Nagroda za najlepszą książkę                                                    |
| Rok                               | Autor                        | Utwór                                                                           |
| --------------------------------- | ---------------------------- | ------------------------------------------------------------------------------- |
| 2016                              | Vladimir Kecmanović          | za powieść "Osama"                                                              |
| 2017                              | Zachar Prilepin              | za powieść "Klasztor" (Обитель) oraz zbiór opowiadań "Siedem żyć" (Семь жизней) |
| 2018                              | Borisav Đorđević             | za tomik poezji "Bezludna wyspa" (Пусто острво)                                 |
| 2019                              | Rajko Petrov Nogo            | za tomik poezji "Sonet i śmierć" (Sonet i smrt)                                 |
| 2020                              | Guziel Jachina               | za powieść "Dzieci Wołgi" (Дети мои)                                            |
| 2021                              | Peter Handke                 | za powieść "Drugi miecz" (Drugi Mač, Majska povest)                             |
| 2022                              | Jewgienij Wodołazkin         | za powieść "Brisbane" (Brisben)                                                 |
| 2023                              | Enes Halilović               | za powieść "Sekwoja" (Секвоја)                                                  |
| 2024                              | Saša Radojčić                | za zbiór wierszy "Tobogan" (Тобоган)                                            |
| Nagroda za całokształt twórczości |                              |                                                                                 |
| Rok                               | Autor                        | Autor                                                                           |
| 2016                              | Matija Bećković              | Matija Bećković                                                                 |
| 2017                              | Dušan Kovačević              | Dušan Kovačević                                                                 |
| 2018                              | Yu Hua                       | Yu Hua                                                                          |
| 2019                              | Goran Petrović               | Goran Petrović                                                                  |
| 2020                              | Dragoslav Mihailović         | Dragoslav Mihailović                                                            |
| 2021                              | Milovan Danojlić             | Milovan Danojlić                                                                |
| 2022                              | Miroslav Maksimović          | Miroslav Maksimović                                                             |
| 2023                              | Sandro Veronesi              | Sandro Veronesi                                                                 |
| 2024                              | Abdulrazak Gurnah            | Abdulrazak Gurnah                                                               |